# District de Lukulu
Le district de Lukulu est un district de Zambie, situé dans la Province Occidentale. Sa capitale se situe à Lukulu. Selon le recensement zambien de 2000, le district a une population de 68 375 personnes.